# Distrito de Hidaka
El distrito de Hidaka (日高郡 Hidaka-gun?) es un distrito localizado en la prefectura de Wakayama, Japón. En junio de 2019 tenía una población estimada de 49.030 habitantes y una densidad de población de 74,8 personas por km². Su área total es de 655,39 km².

## Localidades
- Hidaka
- Hidakagawa
- Inami
- Mihama
- Minabe
- Yura